# Catanzaro
Catanzaro, glavni grad isto ime pokrajine i talijanske regije Kalabrije od 90.240 stanovnika.
Nadimak grada je Grad dva mora, jer leži točno u sredini Kalabrije, i to na dijelu na kojem je taj poluotok najuži, pa se s njegovih tri brda, vide i Tirensko i Jonsko more.

## Zemljopisne karakteristike
Catanzaro leži na jugu Italije, pored zaljeva Squillace, 80 km jugoistočno od Cosenze.

## Povijest
Catanzaro je osnovan u 10. stoljeću kao bizantski Katasarion, kojeg je 1059. zauzeo normanski vođa Robert Guiscard.
Zbog njegove izuzetne strateške pozicije grad je često bio meta brojnih osvajača Saracena, Normana, Švicaraca, Anžuvinaca. 
Catanzaro je 1528. bio pod četvoromjesečnom francuskom opsadom. Grad je igrao važnu ulogu u Napoleonskim ratovima i Risorgimentu.
Od 1928. grad je sjedište dijeceze, a od 1971. i glavni grad regije Kalabrije.
Catanzaro leži na trusnom području, pa je više puta; 1783., 1905. i 1907. razoren i obnovljen, nakon nekoliko potresa. Pretrpio je i teška razaranja za Drugog svjetskog rata od strane savezničke zrakoplovstva.

## Gospodarstvo i promet
Catanzaro je tijekom 17. i 18. stoljeća bio slavan po svojim svilenim tkaninama, danas je centar poljoprivrednog kraja, poznatog po proizvodnji maslinovog ulja i umjetnih gnojiva.
Catanzaro je i željeznički čvor, iz njega se račva pruga za njegovu luku Marina di Catanzaro u Zaljevu Squillace, koja inače vodi prema Reggiu Calabria i Siciliji.

## Galerija
- Panorama povijesnog centra grada
- Ulica prema katedrali
- Južni dio grada
- Planine

## Vanjske poveznice
- Službena stranica